# Annik Kälin
Annik Kälin, född  27 april 2000, är en schweizisk friidrottare som tävlar i längdhopp och mångkamp. Vid inomhusvärldsmästerskapen i friidrott 2025 tog hon silver i längdhopp. Vid europamästerskapen i friidrott 2022 tog hon brons i sjukamp och vid europamästerskapen i friidrott inomhus 2025 tog hon silver i längdhopp.